# Lenomyrmex wardi
Lenomyrmex wardi är en myrart som beskrevs av Fernandez och Palacio G. 1999. Lenomyrmex wardi ingår i släktet Lenomyrmex och familjen myror. Inga underarter finns listade i Catalogue of Life.

## Bildgalleri

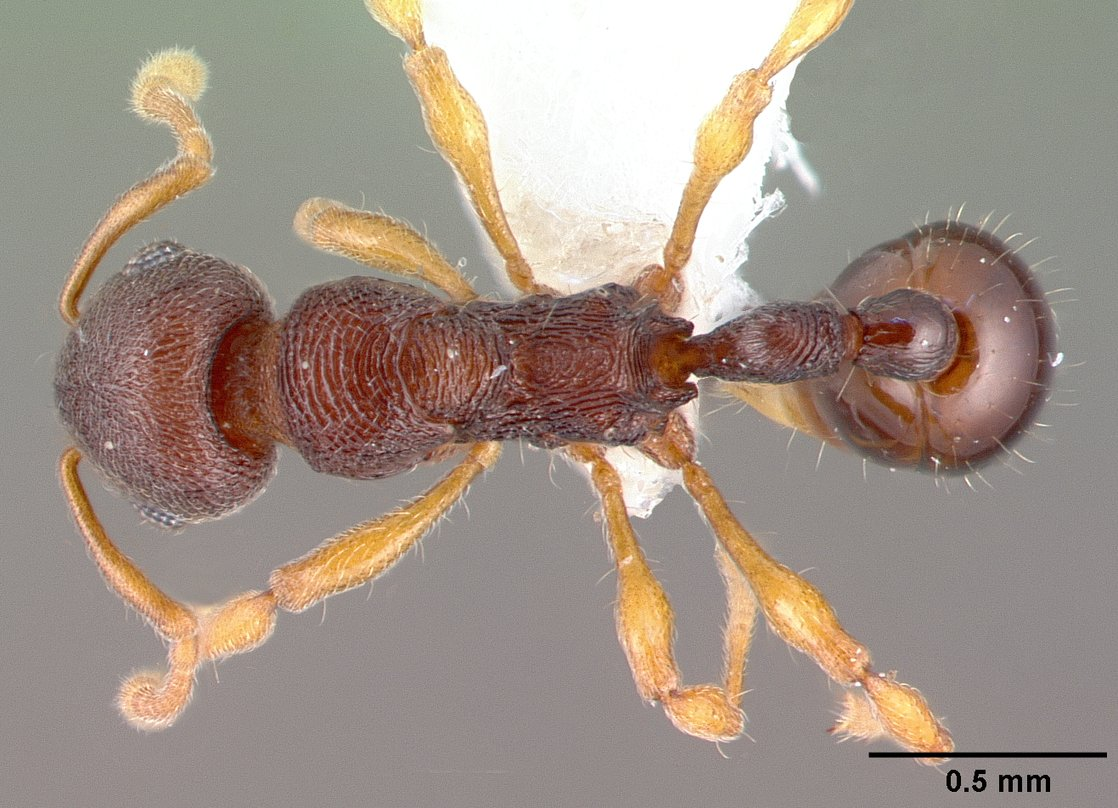
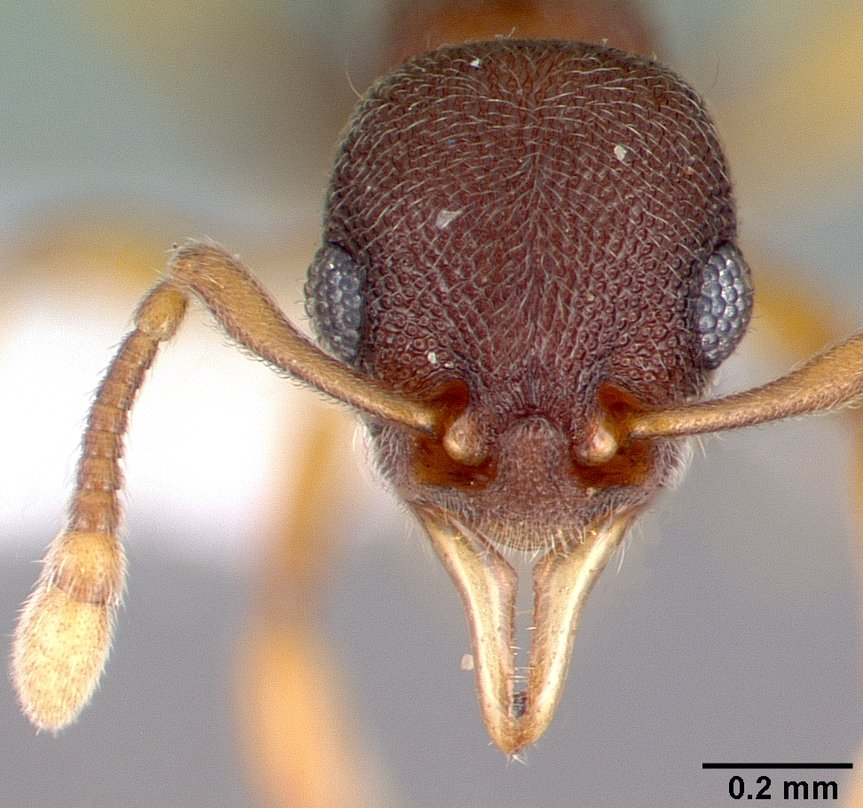
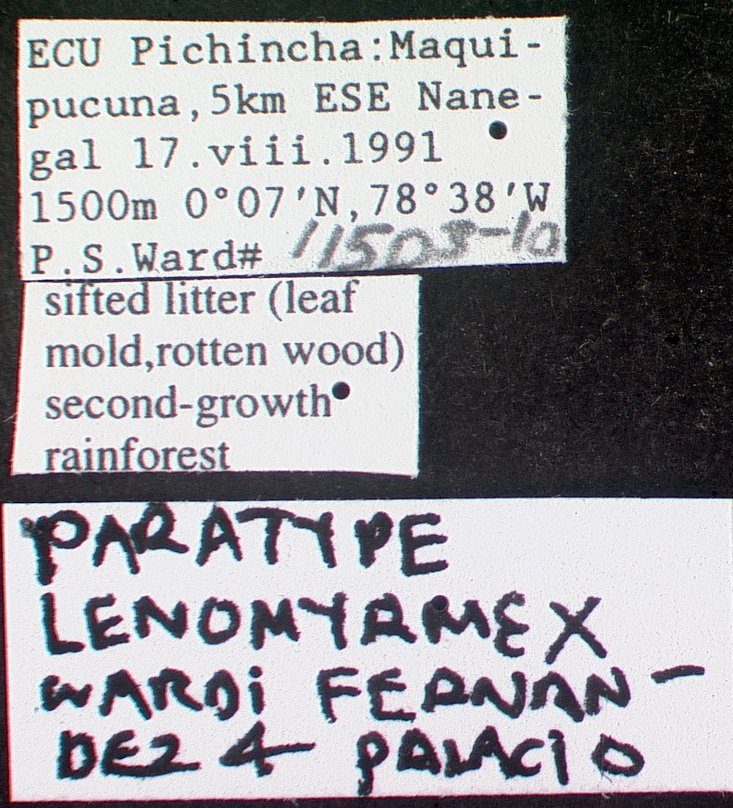
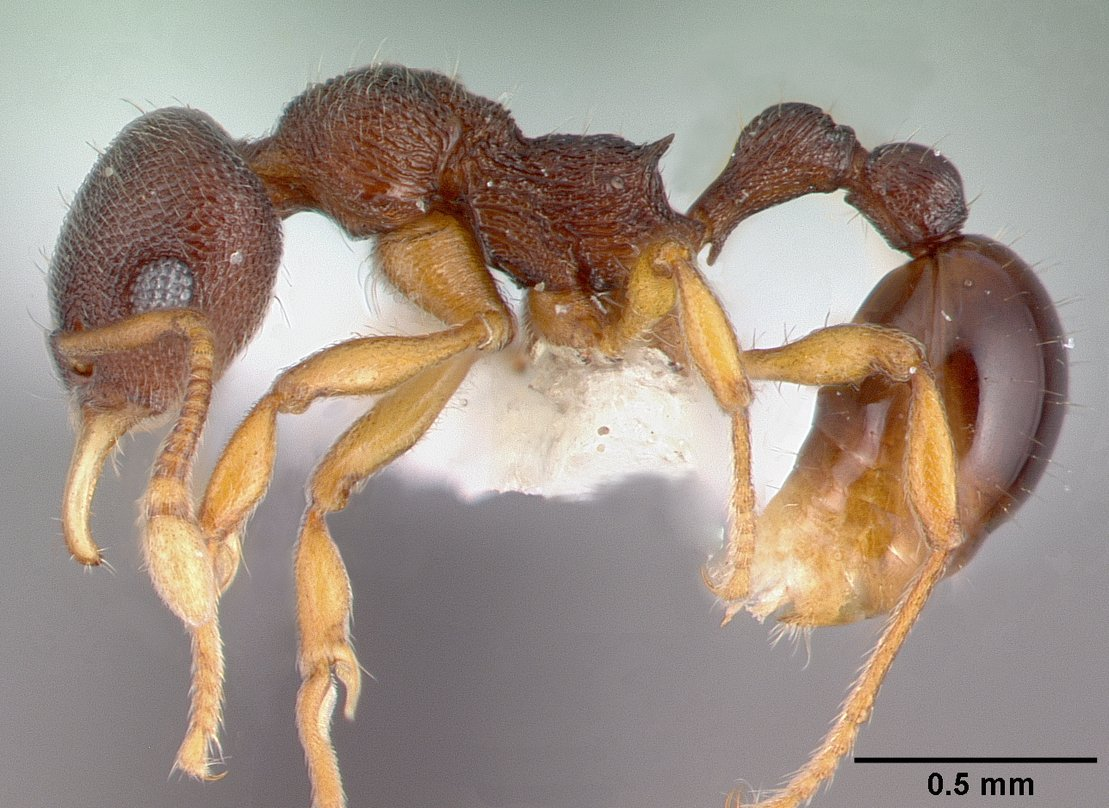